# Zoel
De Zoel is een vrijwel verdwenen zijrivier van de Linge, niet ver van waar de oorspronkelijke Linge (de Oude Linge) zich afsplitste van de Waal. 
De oudste vermelding van de naam van deze rivier dateert van 789 als er sprake is van visserij in de Zoel (Solina) en wordt gevonden in een 13e-eeuwse kopie van een oorkonde uit het jaar 788/89 van het klooster te Echternach in Luxemburg: ..in pago Batuense super fluvio Solina. De naam Solina betekent "modderige stroom".
De Zoel stroomde vanaf Zoelen via een beloop ten noorden van Buren langs de Aalsdijk naar het toen nog direct aan de Lek gelegen Zoelmond. Om later, toen de Lek zijn loop noordwaarts verlegde, achter de Zoelmondse kerk, doorgetrokken te worden naar een nog herkenbare uitlaatsluis in de langs deze grote rivier gelegen bandijk. Zijn betekenis als afwatering van het omliggende land nam echter sterk af toen kort na 1300 de Maurikse wetering door dijkaanleg niet langer op de Nederrijn kon lozen en er daarvoor in de plaats een afwatering werd gegraven naar de Korne bij Buren. Deze doorbrak daarmee de loop van de Zoel. Als "grensrivier" tussen het Gelderse deel van de Neder-Betuwe en het graafschap Buren bleef de Zoel echter van belang. 